# Spiazzo
Spiazzo (Spiaz o La Piéf in dialetto locale) è un comune italiano di 1 276 abitanti della provincia di Trento.

## Geografia fisica

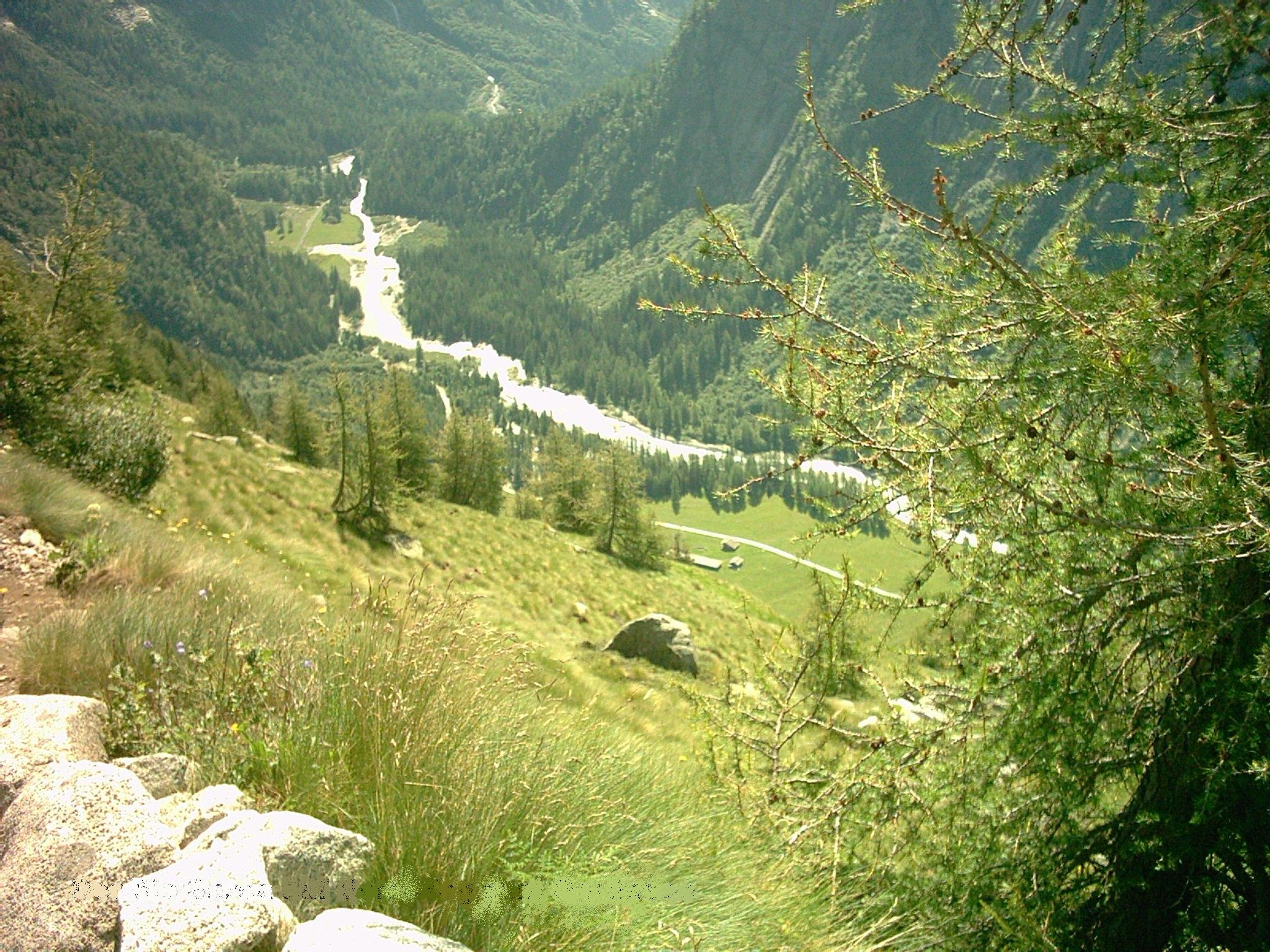
La Val di Borzago

Il paese si trova nella verde val Rendena, collocata longitudinalmente e attraversata dal fiume Sarca. Volgendo lo sguardo verso settentrione dal centro abitato, si individua il gruppo montuoso dell'Adamello-Presanella (in cui ci si inoltra imboccando la Val di Borzago che si stacca proprio da Spiazzo) situato a occidente, e quello delle Dolomiti di Brenta a oriente, massicci su cui si stende l'ampia zona protetta del parco dell'Adamello-Brenta.
Il territorio comunale è composto anche da tre frazioni, che fino al 1928 costituivano altrettanti distinti comuni: l'insediamento di Spiazzo è infatti contornato a sud da Borzago, contraddistinto dalla “Cort da Togno”, un cortile interno ornato da dipinti murali opera di Vigilio Pellizzari Togno e nei cui edifici era installato il comando militare austriaco di Tione durante la prima guerra mondiale; a est da Fisto, lambita dal Sarca, un tempo amministrativamente legata a Ches e le cui case sono in gran parte decorate con affreschi di soggetto religioso; a nord da Mortaso, costeggiata dal rio Vagugn che in più occasioni esondò causando danni all'abitato e perfino alterazioni all'ambiente.
Via strada, Spiazzo dista 50 chilometri da Trento, che è situata a est; percorrendo in direzione nord la strada statale 239, dal paese si raggiunge dopo una ventina di chilometri e un balzo di più di mille metri il rinomato centro sciistico di Madonna di Campiglio.

## Storia
I primi insediamenti in Val Rendena di cui si ha notizia risalgono all'età del bronzo, e fortificazioni preistoriche sono ancora presenti in varie località della valle: castellieri si trovano a Massimeno, Giustino e Pelugo. Successivamente, nella vallata si insediarono popolazioni di origine celtica e retica, prima che l'area rientrasse sotto il controllo di Roma.

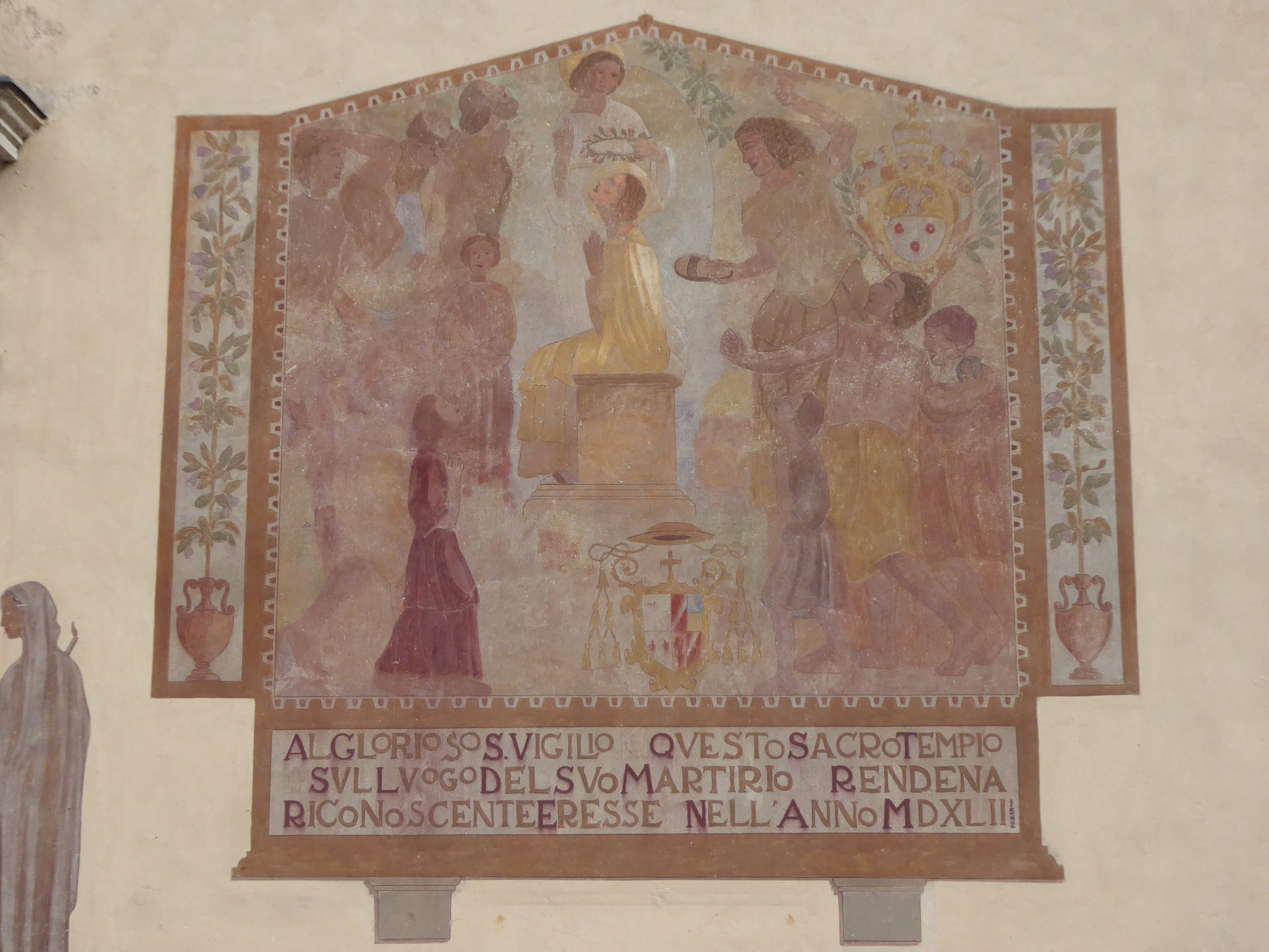
Il martirio di san Vigilio raffigurato in un affresco sulla facciata della chiesa parrocchiale di Spiazzo

Il paese si sviluppò negli anni attorno a un santuario consacrato a san Vigilio, che secondo la tradizione avrebbe qui subito il martirio nel 405. Dagli scavi effettuati a metà dello scorso secolo, si scoprì che il punto dove fu eretta la chiesa era la sede di un tempio risalente forse al periodo paleocristiano, certamente prima dell'anno Mille come dimostrano reperti rinvenuti sotto la pavimentazione dell'attuale santuario. Pare che esistesse un cippo dedicato al culto di Saturno, stele che il vescovo trentino fece demolire causando la rappresaglia ai propri danni.
Dagli affreschi del XVI secolo nella chiesa di Santo Stefano a Carisolo sembrerebbe che nel 774 l'esercito di Carlo Magno diretto a sud abbia attraversato la valle che dal 1027 entrò a far parte del principato vescovile di Trento e divenne teatro di guerra fra le signorie venete e lombarde ma anche terreno di sviluppo delle relazioni mercantili con le aree viciniori. La situazione di miseria favorì lo sviluppo della peste che si diffuse in Europa nel 1630 e che causò il parziale spopolamento della vallata a causa dell'emigrazione. Il fenomeno dell'espatrio si verificò di nuovo agli inizi del XX secolo, e questo provocò anche l'esportazione di competenze professionali tipiche della valle: arrotini, segantini e salumai diffusero la loro esperienza in Europa e nel mondo.
Le montagne attorno a Spiazzo furono segnate dalle tracce lasciate dai soldati della prima guerra mondiale, i cui segni rimangono nell'ambiente o sono stati raccolti in un museo locale.
Dal punto di vista amministrativo, Spiazzo risale al periodo fascista, più precisamente al 1928, quando per decreto le comunità montane di Borzago, Fisto e Mortaso vennero riunite assieme in un'unica entità comunale recante l'odierno toponimo.

### Simboli
Lo stemma e il gonfalone sono stati concessi con DPR del 14 giugno 1953.
La mitra d'oro è un riferimento a san Vigilio che in questa località subì il martirio. Il gonfalone è un drappo troncato di azzurro e di rosso.

## Monumenti e luoghi d'interesse

### Museo della Guerra Bianca Adamellina

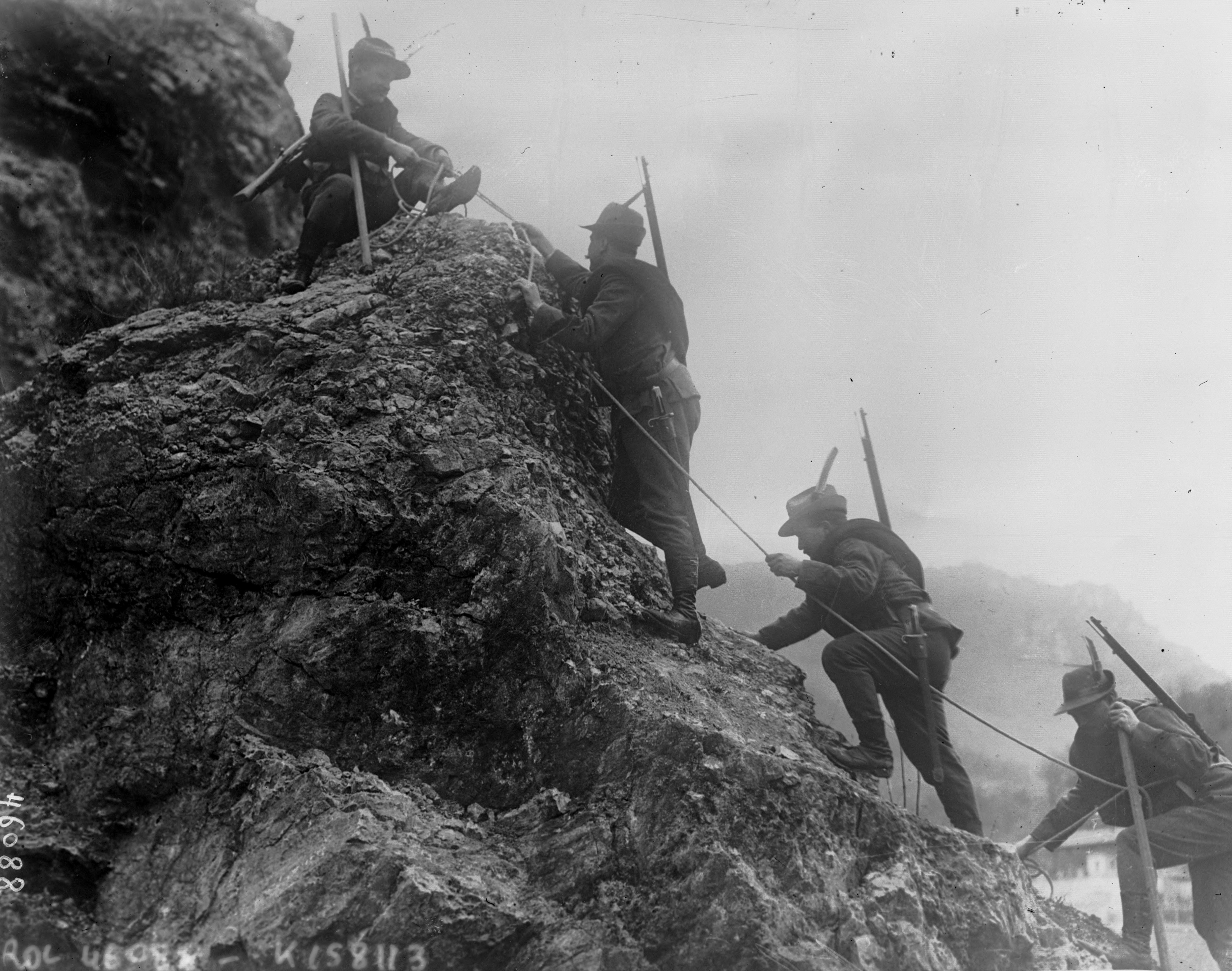
Alpini italiani nella Grande Guerra

Due Kaiserschützen trentini della Val Rendena, appartenenti al III Reggimento, ritratti nel 1917

Il museo fu istituito nel 1973 a cura di Giovanni Pellizzari, Renzo Bonafini e Sergio Collini che vollero commemorare i caduti nella Prima guerra mondiale.
Collocata nella sede della vecchia scuola elementare, l'esposizione presenta oggetti che si riferiscono alle attività belliche che ebbero luogo nella zona durante la Prima guerra mondiale. La ricchezza dei reperti è dovuta al fatto che a conclusione del conflitto divenne un lavoro remunerativo recarsi nelle zone di guerra per recuperare e vendere il materiale lasciato sulle montagne. Nacque così la figura del “recuperante”, a cui si deve la quantità di reperti custoditi nel museo. In seguito, col miglioramento generale delle condizioni economiche i valligiani recuperanti vennero sostituiti dagli storici, che furono aiutati dal ritirarsi dei ghiacciai; il fenomeno mise a nudo nuovi materiali bellici e arricchì la collezione dei ritrovamenti. Il museo ospita tra gli altri oggetti slitte, lanciabombe e una rara bussola geodetica adoperata per la realizzazione di una galleria di guerra; sono conservati anche circa tremila fotografie dell'epoca, documenti appartenuti ai soldati, carte geografiche militari dell'esercito asburgico e il diario di guerra di un tenente austriaco.

### Chiesa di San Vigilio
L'edificazione della chiesa pievana iniziò a partire dal V secolo, sul luogo del martirio di San Vigilio. L'edificio attuale fu realizzato nel 1541 con gusto rinascimentale; nel 1621 venne anche alzato il campanile, il quale per la forma barocca a cipolla richiama quello del duomo di Trento. La chiesa è costituita da un'unica navata con tre cappelle per ciascun lato, ed è abbellita, internamente e sulla facciata, da affreschi che raffigurano fra l'altro la lapidazione del Santo, il battesimo di Cristo e l'annunciazione dell'Arcangelo Gabriele. Dipinti notevoli sono quelli che circondano gli altari della Madonna della Neve e dell'Addolorata, opere cinquecentesche di Simone II Baschenis. L'artista aveva già lavorato nella zona, e tre anni prima aveva fra l'altro dipinto la Danza Macabra nella chiesa del vicino paese di Pinzolo. In quel tempo fu smantellato il battistero che si trovava all'esterno, e il fonte battesimale venne sotterrato per poi essere ritrovato nel 1961 e trasferito all'interno della chiesa. L'organo fu installato in periodo barocco e subì miglioramenti in seguito. L'attuale strumento è opera del Mascioni.

#### Campane
La torre campanaria possiede 5 campane in tonalità di Do# (Do#3, Re#3, Fa3, Fa#3, Sol#3), fuse dalla ditta Colbacchini a Trento nell’anno giubilare 1950-51. Il "Campanone" è dedicato al patrono San Vigilio, la "Seconda" è dedicata a Maria Assunta, la "Terza" a Santa Cecilia, la "Quarta" a Santa Vittoria e San Valentino e la "Piccola" all’angelo custode e al beato Stefano Bellesini. Nell'agosto 2014 per crepe presenti nel campanile le campane sono state silenziate, benedette il 12 maggio 2019 dal cardinale Walter Kasper, hanno risuonato, dopo 5 anni, il 7 luglio 2019.

## Società

### Evoluzione demografica
Abitanti censiti